# Гросер-Альпзе
Гросер-Альпзе (Großer Alpsee) — небольшое озеро в Германии (Бавария) в районе Верхний Альгой западнее города Имменштадт-им-Алльгой. Площадь поверхности — 2,47 км². Площадь водосборного бассейна — 49,45 км². Высота над уровнем моря — 724,63 м.
Озеро наполняют воды реки Констанцер-Ах. Расположенное на равнине озеро обдувается западными ветрами и является тем самым прекрасным местом для занятий гребным и парусным спортом. Здесь ежегодно проводятся регаты по разным классам яхт.